# Bill Maher
William "Bill" Maher, Jr., född 20 januari 1956 i New York, är en amerikansk komiker och samhällskritiker. Han har sin egen tv-show på HBO, Real Time with Bill Maher. 
Maher använder satir för att kritisera de saker som han anser felaktiga i det amerikanska samhället, så som religion, George W. Bush, motståndet mot homoäktenskap, politisk korrekthet med mera. Maher beskrev sig tidigare som libertarian men har flyttat till vänster och är idag progressiv och stödjer en utökad välfärdsstat och fackorganisationernas arbete.
Ett exempel på hans satir är från ett tillfälle då han var med på Larry Kings tv-show och en tv-tittare ringde in till programmet och ställde följande fråga:
TV-TITTAREN: "Hej. Min fråga är: Gud kontaktade mig för ungefär tre år sedan; om Gud kontaktade dig [Maher], så undrar jag om det skulle få dig att bli religiös."
MAHER: "Nä, jag skulle lägga in mig på Bellevue [gammalt sjukhus] , vilket är vad du borde göra…"
Sedan 2006 är han även programledare för Amazon Fishbowl, ett intervjuprogram som visas på Internet-butiken Amazon.com. Maher var huvudperson i den religionskritiska filmen Religulous (2008).

## Filmografi i urval
| Film          | Film                                       | Film           |
| År            | Titel                                      | Rollfigur      |
| ------------- | ------------------------------------------ | -------------- |
| 1983          | D.C. Cab                                   | Bob            |
| 1986          | Club Med                                   | Rick           |
| 1986          | Ratboy                                     | Party Guest    |
| 1987          | House II: The Second Story                 | John           |
| 1988          | Out of Time                                | Maxwell Taylor |
| 1989          | Kannibalkvinnorna i dödens Avocado-djungel | Jim            |
| 1991          | Pizza Man                                  | Elmo Bunn      |
| 1996          | Don't Quit Your Day Job!                   | Comic's Table  |
| 1997          | Bimbo Movie Bash                           | okänd          |
| 1998          | EDtv                                       | sig själv      |
| 2001          | Tomcats                                    | Carlos         |
| 2005          | The Aristocrats                            | sig själv      |
| 2008          | Swing Vote                                 | sig själv      |
| 2008          | Religulous                                 | sig själv      |
| 2009          | New Rules: Best of                         | sig själv      |
| 2010          | Sex, Drugs & Religion                      | sig själv      |
| 2014          | A Million Ways to Die in the West          |                |
| Shower på HBO |                                            |                |
| År            | Titel                                      | Rollfigur      |
| 1989          | One Night Stand                            | sig själv      |
| 1992          | One Night Stand                            | sig själv      |
| 1995          | Stuff that Struck Me Funny                 | sig själv      |
| 1997          | The Golden Goose Special                   | sig själv      |
| 2000          | Be More Cynical                            | sig själv      |
| 2003          | Victory Begins at Home                     | sig själv      |
| 2005          | I'm Swiss                                  | sig själv      |
| 2007          | The Decider                                | sig själv      |
| 2010          | But I'm Not Wrong                          | sig själv      |
| Television    |                                            |                |
| År            | Titel                                      | Rollfigur      |
| 1985          | Sara                                       | Marty Lang     |
| 1987          | Rags to Riches                             | Freddie        |
| 1987          | Hard Knocks                                | Unknown        |
| 1987          | Max Headroom                               | Haskel         |
| 1989–90       | Mord och inga visor                        | (2 avsnitt)    |
| 1990          | The Midnight Hour                          | Host           |
| 1991          | Charlie Hoover                             | Elliot         |
| 1992          | Say What?                                  | Värd           |
| 1993          | Våra värsta år                             | Adam Gold      |
| 1993          | Roseanne                                   | Fotograf       |
| 1997          | Dharma & Greg                              | sig själv      |
| 1993–2002     | Politically Incorrect                      | Värd           |
| 2002          | Just for Laughs                            | sig själv      |
| 2003–nu       | Real Time with Bill Maher                  | Värd           |
| 2008          | True Blood                                 | sig själv      |
| 2010          | The Boondocks                              | sig själv      |
| 2010          | Family Guy                                 | sig själv      |